# Ophelia (Millais)
Ophelia (1851-1852) is het bekendste schilderij uit het oeuvre van John Everett Millais (1829-1896) en een van de beroemdste iconen van de schilderkunst van de prerafaëlieten. Het kunstwerk bevindt zich in de collectie van het Tate Britain in Londen.

## De Pre-Rafaëlieten
John Everett Millais richtte in 1848 in Londen samen met zes andere kunstenaars en een schrijver de Prerafaëlitische Broederschap op. Naast Millais speelden William Holman Hunt (1828-1910), Dante Gabriel Rossetti (1828-1882) en kunstcriticus John Ruskin (1819-1900) een belangrijke rol in deze beweging. De Pre-Rafaëlieten keerden zich tegen de heersende schilderkunst. De academische schilderkunst was naar hun mening te gestileerd en te oppervlakkig. De Pre-Rafaëlieten pleitten voor een terugkeer naar de natuur en wilden terug naar de schilderkunst van vóór de Renaissance. Door de natuur en haar symbolische boodschappen zo getrouw mogelijk weer te geven streefden ze het hogere doel van de schilderkunst na. De kunst van de prerafaëlieten kenmerkt zich door een nauwkeurig kleurgebruik, het weergeven van details en het nastreven van een zo groot mogelijke natuurgetrouwheid. De prerafaëlieten maakten hun werk bij voorkeur in de natuur.

## Ophelia (personage)
Ophelia is een personage uit  William Shakespeares beroemde toneelstuk Hamlet. Het verhaal speelt zich af in Denemarken. Hamlets vader (Hamlet de Oude) is koning, maar wordt vermoord door zijn broer Claudius die vervolgens met de koningin, Hamlets moeder Gertrude, trouwt. Hamlet wil Claudius vermoorden maar vermoordt per abuis Polonius: hij is de adviseur van Claudius en vader van zijn geliefde Ophelia. Hamlet vertrekt naar Engeland. Ophelia is krankzinnig geworden door het verlies van haar vader en het vertrek van Hamlet. Ze zingt flarden van liedjes en plukt bloemen langs de oever van een rivier, maar valt en verdrinkt. Haar verdrinkingsdood wordt beschreven door koningin Gertrude in de zevende scène van het vierde bedrijf. De oorspronkelijke Engelse tekst luidt als volgt:
There, on the pendent boughs her coronet weeds 

Clambering to hang, an envious sliver broke;

When down her weedy trophies and herself

Fell in the weeping brook. Her clothes spread wide;

And, mermaid-like, awhile they bore her up:

Which time she chanted snatches of old tunes;

As one incapable of her own distress,

Or like a creature native and indued

Unto that element: but long it could not be

Till that her garments, heavy with their drink,

Pull'd the poor wretch from her melodious lay

To muddy death.
In Nederlandse vertaling:
Ze rekte zich om aan de wilgentakken haar krans te hangen

Een jaloerse twijg brak af

Ze viel met haar verworven schatten in het wenend beekje

Wijd lag op het water haar jurk 

die als een meermin haar deed drijven

Zo zong ze brokstukken van oude liedjes

alsof ze zich van geen gevaar bewust was

Of was geboren in dat element, ermee vertrouwd

Lang heeft het niet geduurd

Haar jurk trok zwaar van het gedronken water de stakker

Van haar klank omspoelde bed naar het moddergraf.

## Millais’ Ophelia
De toneelstukken van Shakespeare waren een inspiratiebron voor de prerafaëlieten.
Millais schilderde Ophelia kort na de oprichting van de Broederschap. Hij logeerde met twee vrienden (William Holman Hunt en Charlie Collins) in een huisje in Ewel, Surrey, circa 35 kilometer van Londen. Het landschap schilderde hij vermoedelijk aan de rivier de Hogsmill. De vele realistisch weergegeven bloemen hebben elk hun eigen symboliek en verwijzen naar Shakespeares tekst in Hamlet.  Zo staan madeliefjes symbool voor onschuld, rozen voor liefde en schoonheid en verwijzen de violen naar Ophelia’s maagdelijkheid.
Het personage Ophelia voegde Millais in zijn atelier toe aan het doek. Elizabeth Siddal, een van de vaste modellen van de Pre-Rafaëlieten, stond ook voor dit werk model. Om de drijvende Ophelia zo goed mogelijk na te bootsen, nam Elisabeth plaats in een bad dat aan de onderkant werd verwarmd door olielampen. Het lukte echter niet het water constant warm te houden. Elisabeth vatte een fikse kou en haar vader dreigde Millais voor de rechter te slepen.  Millais betaalde daarop de doktersrekeningen voor Elisabeth.

## Ontvangst
Ophelia was voor het eerst te zien in een tentoonstelling van de Royal Academy in 1852. Hoewel niet alle critici vol lof waren over het werk, kocht kunsthandelaar Henry Farrer het werk vrijwel direct van Millais. Het werk wisselde een aantal keer van eigenaar totdat het in 1892 in bezit kwam van Henry Tate. Hij schonk het in 1894 aan de staat. Ophelia maakt sindsdien deel uit van de collectie van het Tate Britain in Londen, waar zij een van de publiektrekkers is. Millais’ Ophelia is dan ook een monumentaal werk: dramatisch, verstild, gedetailleerd,  realistisch, naturalistisch en kleurrijk. Het is een inspiratiebron voor andere kunstenaars en schrijvers.

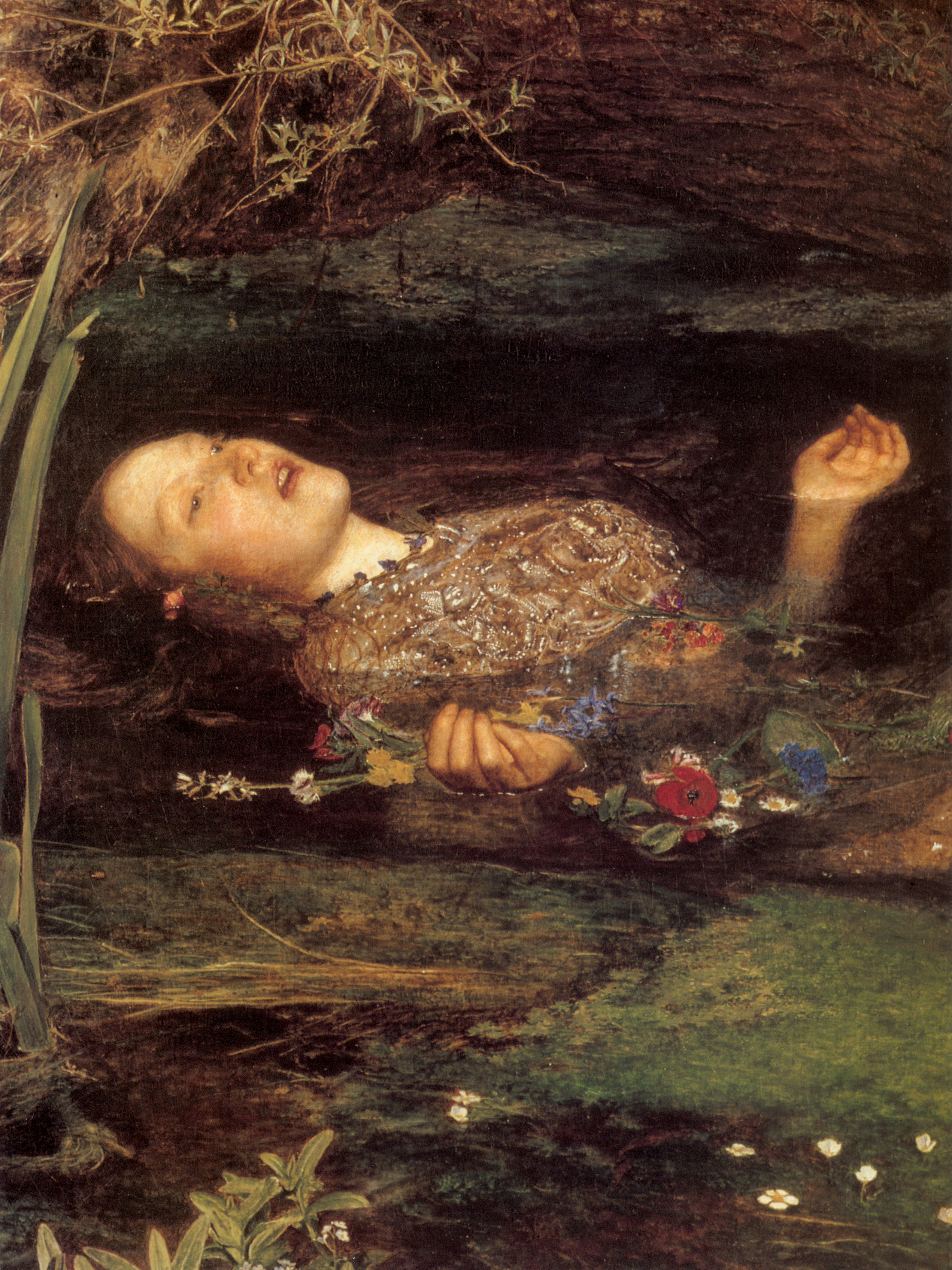
Ophelia (detail)

## Technische kenmerken
- Datering: 1851-1852
- Techniek: Olieverf op doek
- Afmetingen: 76 x 112 cm

## Ophelia op tournee
In 2007/2008 maakte Ophelia deel uit van een grote rondreizende overzichtstentoonstelling over John Everett Millais. Ze was toen te bezichtigen in Engeland, Nederland en Japan.
Data:
- Tate Gallery, Londen (Engeland): 26 september 2007 - 13 januari 2008
- Van Gogh Museum, Amsterdam (Nederland): 15 februari - 18 mei 2008.
- Kitakyushu Museum (Japan): 7 juni - 17 augustus 2008.
- Bunkamura Museum (Japan): 30 augustus -  26 oktober 2008.